# Champvans (Jura)
Champvans es una localidad y comuna francesa situada en la región de Franco Condado, departamento de Jura, en el distrito de Dole y cantón de Dole-Nord-Est.

## Demografía
| 1217 | 1339 | 1368 | 1330 | 1300 | 1362 | 1404 |
| Para los censos de 1962 a 1999 la población legal corresponde a la población sin duplicidades (Fuente: INSEE [Consultar]) |      |      |      |      |      |      |